# Kamiyama
Kamiyama (jap. 神山町 Kamiyama-chō) – miasto w Japonii, na wyspie Sikoku, w prefekturze Tokushima. Według danych na rok 2020 miejscowość zamieszkiwało 4 647 mieszkańców , a gęstość zaludnienia wyniosła 860,8 os./km².